# Сегал, Амир
Амир Акива Сегал (род. 1980 в Циппори) — израильский поэт и литературный критик, консультант в сфере трудоустройства и генеральный директор НПО «Овдим».

## Биография
Сегал закончил Еврейский университет в Иерусалиме со степенью по психологии и философии и получил магистерскую степень по организационному консалтингу в Колледже менеджмента в Ришон-ле-Ционе. Во время учёбы в университете Амир Сегал возглавлял студенческую ячейку Партии труда.
Позднее Сегал также был заместителем председателя профсоюза младшего педагогического состава в Университете имени Бен-Гуриона в Беер-Шеве и входил в Совет попечителей Израильской ассоциации прав человека.
Амир Сегал женат на Ане Журавель-Сегал и живёт в Иерусалиме.

## Литературная деятельность
Стихи Сегала печатались в ряде израильских поэтических журналов, в частности, в «Iton 77», «Maayan», «Mita’am» «Shvo» и др.
Сегал выступил продюсером и ведущим серии радиопередач «Шират Меха’а» («Поэзия протеста») на радиостанции «All for Peace».
Выступил редактором и ведущим серии вечеров «Песнь о боли», которые были посвящены социальной израильской поэзии. Вечера прошли в Beit Avi Chai в Иерусалиме.
С 2010 года выступает в качестве литературного критика в рамках израильского радио «Коль Исраэль». C 2013 года публикует еженедельное литературное обозрение в газете «Кав Ламошав». Литературный критик ведущей израильской газеты «Га-Арец» Илан Беркович назвал Сегала «самым значимым литературным критиком сегодняшнего Израиля»

## Книги
- «On My Return From the Reserves», Gvanim,[12] 2008, поэтический сборник[13]
- «West of Here», on the site of Beit Avi Chai[14] 2013, роман[15]
- «The Other Land», Iton 77[16] 2014, поэтический сборник[17]

## Премии
- Лауреат премии им. Рафи Фарбмана для молодых поэтов, 2011 г.[18]
- Лауреат премии им. Гарри Гершона, присуждаемой молодым поэтам и прозаикам Еврейским Университетом в Иерусалиме, 2014 г.[19]